# Georg J. Morava
Georg J. Morava (* 24. März 1932 in Brünn als Jiří Morava; † 4. Juni 2012 in Innsbruck) war ein tschechoslowakisch-österreichischer Schriftsteller und Literaturhistoriker.
Morava wurde in der Tschechoslowakei politisch verfolgt und flüchtete 1968 nach Österreich. In Innsbruck begann er auf Deutsch zu publizieren, erwarb die österreichische Staatsbürgerschaft und studierte Geschichte und Slawistik.

## Veröffentlichungen (Auswahl)
- Der k.k. Dissident Karel Havlicek 1821–1856. Österreichischer Bundesverlag, Wien 1985, ISBN 3-215-05535-X.
- Altböhmische Kochkunst. Das Beste aus dem kulinarischen Gesamtwerk der Magdaléna Dobromila Rettigová. Ausgewählt von Georg J. Morava. Deuticke, Wien 1988, ISBN 3-7005-4576-2.
- Franz Palacký: Eine frühe Vision von Mitteleuropa. Österreichischer Bundesverlag, Wien 1990, ISBN 3-215-06571-1.
- Sehnsucht in meiner Seele: Bozena Nemcova, Dichterin. Ein Frauenschicksal in Alt-Österreich. Haymon, Innsbruck 1995, ISBN 3-85218-185-2.